# Anoat
Az Anoat a Csillagok háborúja elképzelt univerzumának egyik bolygója.
A Hoth rendszer és a Bespin rendszer között helyezkedik el.
Az Anoat rendszer három lakható világgal rendelkezik, ezek:
- a Gentes, az ugnaughtok szülőbolygója,
- az Anoat, egy kicsi ipari bolygó, amit elszennyeztek a mérgező melléktermékek,
- a Deyer, egy vízivilág, amit rövid időre kolonizáltak a halfogás kedvéért a Köztársaság végnapjaiban.

Bár az Anoat, a Gentes, és a Gentes holdja, a Belsus is rendelkezik értékes ásványi anyagokkal, a rendszer fő vonzereje mindig a bennszülött ugnaught lakosság volt.

## Élővilága
Már nincs őslakos élőlény, a szennyezés mindet kiirtotta. Valamikor Anoati gyíkhangyák éltek itt.
Az ugnaughtok („undibundik”) törpe, disznószerű, értelmes humanoidok lények, akik meglepő erővel és ipari fejlettséggel rendelkeznek. Ők a bolygó egyetlen, tartósan betelepült értelmes faja.

## Történelme
|  | Alább a cselekmény részletei következnek! |

A mugaarik rabszolgaságban tartották az ugnaught törzseket több évszázaddal azelőtt, hogy a Köztársaság elfoglalta volna a Nagyobb Javin régiót, és néhány más faj is hasonlóképpen tett, így az ugnaughtok szétszóródtak a Perem több kolóniájában.
Ahogy a Köztársaság valamelyest védelmet biztosított, az ugnaughtok ipari világokká fejlesztették a Gentes-t és a Belsus-t. De a Klónháborúk alatt mindkettőt elfoglalták és megtizedelték a Szeparatisták, élükön Grievous tábornokkal. Manapság a Gentes bolygót és holdját is csak gyéren lakják.
Az ugnaughtok kezelik és tartják karban a Bespin légkörében lebegő Felhővárost irányító és fenntartó műszaki rendszereket.
Az Anoaton a Klónháborúk előtt emberek létesítettek bányatelepeket, amiket kíméletlenül kihasználtak, tekintet nélkül a biztonságra, majd az egészet elszennyezve hagyták ott.
Az Új Köztársaság alatt újabb telepesek érkeztek. Az emberek a Deyeren is megtelepedtek egy generációval a Klónháborúk előtt, és innen halat exportáltak a Koréliai Kereskedelmi Gerinc világaiba. De az idealista Deyer kolónia túl messzire ment, amikor formális tiltakozást nyújtottak be az Alderaan bolygó elpusztítása ellen; a kolóniát megsemmisítették a birodalmi rohamosztagosok, a lakosságot pedig börtönvilágokba hurcolták.
Amikor Han Solo, Leia hercegnő és Csubakka a Hoth-on vívott csata után az Anoat rendszerbe menekültek, úgy döntöttek, hogy inkább elvánszorognak a Bespinhez, mint hogy segítséget keressenek az elnéptelenedett világokon.
A Star Wars: Dark Forces játékban Kyle Katarn ide utazik, hogy a Dark Trooper projekt után nyomozzon, konkrétan Moff Rebus, birodalmi fegyvertervező után, aki Anoat City csatornáiban rejtőzködik.
|  | Itt a vége a cselekmény részletezésének! |

## Megjelenése

### A filmekben
Csak A Birodalom visszavág című filmben jelenik meg.

### Videojátékokban
- Star Wars: Rebellion
- Star Wars: Dark Forces

## Érdekesség
A Star Wars: Rebellion PC-s játék tévesen adja meg a bolygó helyét a Churba szektorban (ami a Középső Peremben van).

## Fordítás
- Ez a szócikk részben vagy egészben  az   Anoat című angol Wikipédia-szócikk fordításán alapul.  Az eredeti cikk szerkesztőit annak laptörténete sorolja fel. Ez a jelzés csupán a megfogalmazás eredetét és a szerzői jogokat jelzi, nem szolgál a cikkben szereplő információk forrásmegjelöléseként.